# Rábapüspöki
Rábapüspöki Püspökmolnári község településrésze, egykor önálló község, ma Vas vármegyében, a Vasvári járásban található.

## Fekvése
Szombathelytől 30 kilométerre délkeletre, a Rába bal partján fekszik. A mai Püspökmolnári községnek a keleti részét képezi. Főutcája a Rábahídvégtől Sárvárig vezető 8701-es út.

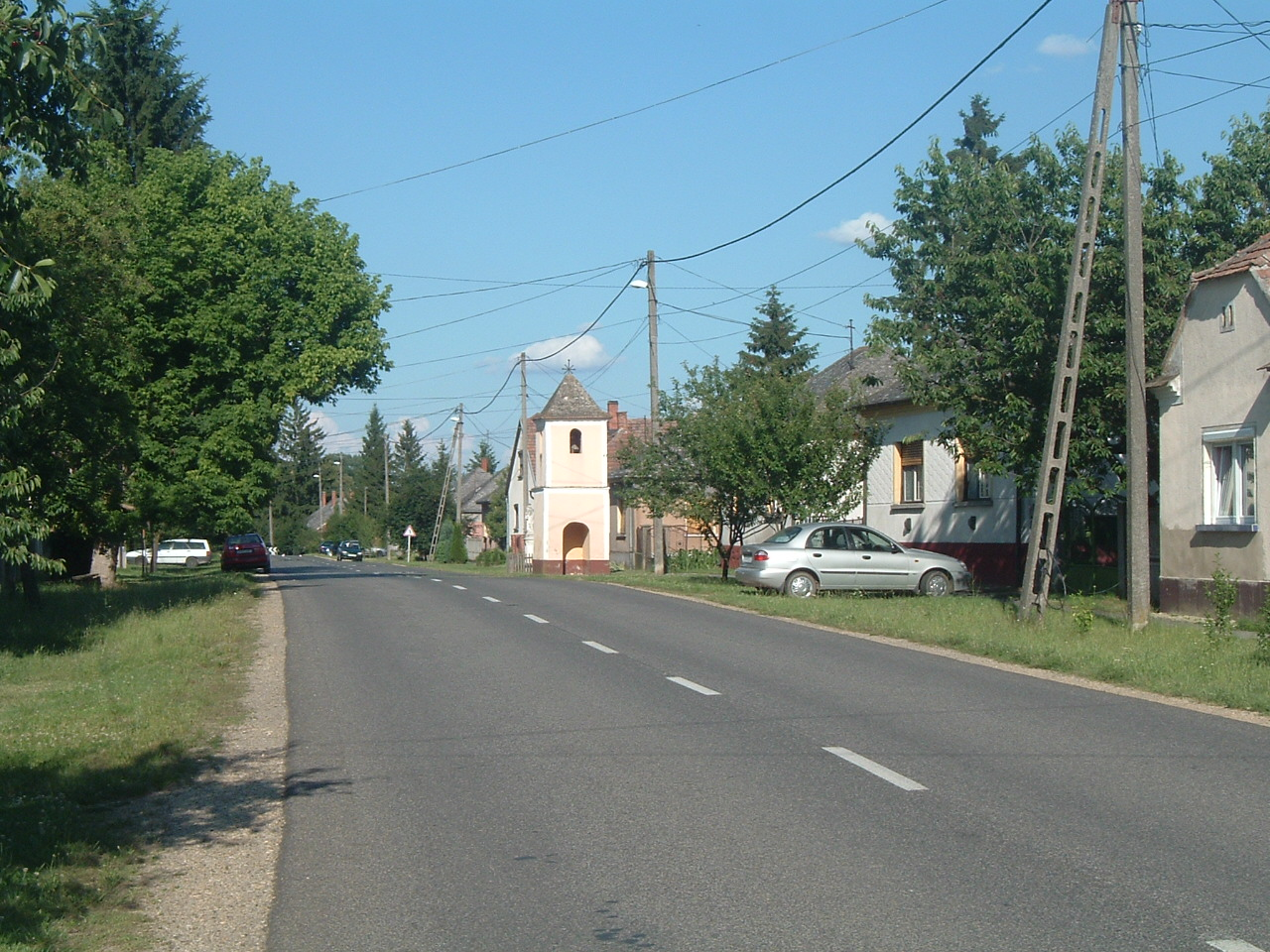
Rábapüspöki a 8701-es úttal

## Története
Püspökit 1345-ben említik először. 1413-ban Pispiky néven szerepel a szombathelyi káptalan oklevelében. Birtokosa Molnári Kelemen győri püspök a 15. század első felében kastély építtetett ide. Ettől kezdve a győri püspökség birtoka volt. Ekkor már állhatott a falu Keresztelő Szent Jánosnak szentelt temploma is a mai Sorok-patak melletti Szent Iván-dűlőben, mert 1462-ben Pál nevű plébánosát is említik. 1571-ben 28 jobbágytelek után adózott a község. 1590-ben már romos volt a temploma, valószínűleg a török pusztította el. A Szent Iván-dűlőben később előkerült kövek jelzik csak a helyét. 1698-ban Püspökinek 140 lakosa volt. 1767-ben a faluban 32 jobbágytelek volt, ezen kívül 9 zsellérház és 3 ház nélküli zsellér élt itt. 1777-ben a szombathelyi püspökség alapításakor Püspöki is az új püspökség birtoka lett. Lakói a mezőgazdaság mellett főként halászatból éltek. A községnek vízimalma is volt. 1785-ben az első népszámlálás során 258 lakost számláltak. 1830-ban 240-en, 1870-ben 365-en éltek a településen.
Vályi András szerint "PÜSPÖKI. Magyar falu Vas Vármegyében, földes Ura a’ Szombathelyi Püspökség, lakosai katolikusok, fekszik Rába Hidvéghez nem meszsze, mellynek filiája; határjának földgye elég termékeny, de réttye, legelője, és fája elegendő nints, második osztálybéli."
Fényes Elek szerint "Püspöki, magyar falu, Vas vmegyében, a Rába mellett, 180 kath., 80 evang. lak., termékeny róna határral. Birja a szombathelyi püspök."
Vas vármegye monográfiájában "Püspöki, magyar község, a Rába mentén, 57 házzal és 408 r. kath., ág. ev. és ev. ref. vallásu lakossal. Postája és távírója Molnári. Birtokos a szombathelyi püspökség."
1907-ben a község a Rába- előnevet vette fel. 1910-ben Rábapüspökinek 452 lakosa volt. 1929-ben Rábapüspöki és Rábaszenttamás egyesült Püspöktamási néven. A mai község 1949-ben Püspöktamási és Rábamolnári egyesülésével jött létre.

## Nevezetességei
- Püspöki harangláb[5] 1822-ben készült haranggal[6] és Piry Cirjék emléktáblájával[7]
- Patrona Hungariae szobor[8]
- Út menti kőkereszt[9]
- Temetői kőkereszt[10]
- A horgásztó az egykori kavicsbányató helyén.

## Külső hivatkozások
- Püspökmolnári Önkormányzatának honlapja
- A püspökmolnári kavicsbányató
- Püspökmolnári helytörténeti blog